# Ru de Rutel
Le ru de Rutel est un cours d'eau français qui coule dans le département de Seine-et-Marne, en région Île-de-France. C'est un affluent de la Marne donc un sous-affluent de la Seine.

## Géographie
De 12,6 kilomètres de longueur, le Ru de Rutel nait dans la commune de Le Plessis-l'Évêque,et, se jette dans la Marne à Villenoy ,; Il s'écoule globalement selon un axe nord – sud est.

### Autres toponymes
- ruisseau de Rutel ;
- ru de la Sorcière.

### Communes traversées
Le ru de Rutel traverse six communes, soit d'amont vers l'aval : Chauconin-Neufmontiers, Le Plessis-aux-Bois, Le Plessis-l'Évêque, Iverny, Villenoy  et Mareuil-lès-Meaux, toutes situées dans le département de Seine-et-Marne.

### Bassin versant
Son bassin versant correspond à la zone hydrographique « La Marne du confluent du ru des Cygnes (exclu) au confluent du Grand Morin (excl (F643)». Il est constitué à 67,24 % de « territoires agricoles », à 27,92 % de « forêts et milieux semi-naturels », à 3,84 % de « territoires artificialisés », à 0,72 % de « surfaces en eau » et à 0,27 % de « Zones humides ».

## Affluents
Selon le SANDRE, le ru de Rutel a trois affluents référencés :
- Ru des Touches[4], parcourt 2,6 km sur les communes de Chauconin-Neufmontiers et Monthyon ;
- Ru de Viry[5], parcourt 4,1 km sur les communes de Chauconin-Neufmontiers et Monthyon ;
- Ru du Bourdeau[6] parcourt 2,2 km sur les communes de Chauconin-Neufmontiers et Penchard.